# Gasenried
Gasenried is een plaats en voormalige gemeente in het Zwitserse kanton Wallis, en maakt sinds 1870 deel uit van de gemeente Sankt Niklaus in het district Visp.
- Gemeinsame Normdatei: 1062521013
- Historisch woordenboek van Zwitserland: 003301